# Tommaso Casoni
Tommaso Casoni (Imola, 27 agosto 1880 – Imola, 6 settembre 1933) è stato un medico italiano.

## Biografia
Dopo il liceo a Faenza frequenta l'Università di Bologna, dove è allievo dei docenti Murri, Zaia, Zagheri. Si laurea il 2 luglio 1906 con una tesi sulle ricerche ematologiche sperimentali in ambito chirurgico articolare. Si trasferisce prima a Sassari, dove conduce ricerche sull'echinococcosi, relativamente frequente in Sardegna a quel tempo. Vinse successivamente il concorso come primario all'Ospedale "Vittorio Emanuele III" di Tripoli, dove rimase i successivi vent'anni.
Malato per una lesione renale risalente all'età giovanile ed improvvisamente riaggravata, muore ad Imola nel 1933. È sepolto nel Cimitero del Piratello.

## Il test di Casoni
Il test diagnostico da lui ideato e collaudato, chiamato intradermoreazione di Casoni, è stato per molto tempo l'unico utilizzato a livello mondiale per la diagnosi dell'echinococcosi cistica.